# Толба
Толба (рус. Толба) река је на западу европског дела Руске Федерације. Протиче преко северних делова Псковске области, односно преко северне територије њеног Псковског рејона. Притока је Псковског језера, те део басена реке Нарве и Финског залива Балтичког мора.
Свој ток започиње као отока маленог језера Ратец које се налази у западним деловима Лушког побрђа. Укупна дужина водотока је 36 km, а површина сливног подручја 190 km². Углавном тече у смеру југозапада. У горњем делу тока река је ширине свега 1 до 2 метра, док је при ушћу ширина водотока око 15 метара. У доњем делу тока пловна је за мања пловила.